# O'tkirjon Nigmatov
O’tkirjon Ismatillo o’gli Nigmatov (Utkirschon Ismatillo ugli Nigmatow, russisch Уткиржон Исматилло угли Нигматов, wiss. Transliteration Utkiržon Ismatillo ugli Nigmatov; geb. 10. September 1990, Provinz Samarqand, Usbekische SSR) ist ein usbekischer paralympischer Budōka, der in der Gewichtsklasse bis 66 kg antritt. Er ist der Meister der Sommer-Paralympics 2016, Gewinner der Weltmeisterschaft, Gewinner der Para-asiatischen Sommerspiele, Gewinner des Weltpokals und des Parajudo Grand Prix.

## Leben
2014 gewann er bei den Budōka-Weltmeisterschaften für Blinde und Sehbehinderte in Colorado (Vereinigte Staaten) eine Silbermedaille in seiner Gewichtsklasse und verlor im Finale gegen Bayram Mustafayev aus Aserbaidschan. 2015 besiegte er bei den Weltspielen für Blinde und Sehbehinderte in Seoul (Südkorea) im Budōka-Wettbewerb in der Gewichtsklasse bis 66 kg im Finale den mongolischen Budōka Munkhbat Aazhim.
2016, bei den Paralympischen Sommerspielen in Rio de Janeiro (Brasilien), besiegte er in der Gewichtsklasse bis 66 kg im Finale den aserbaidschanischen Budōka Bayram Mustafayev und gewann die olympische Goldmedaille. In demselben Jahr verlieh der Präsident Usbekistans Shavkat Mirziyoyev O'tkirjon den Ehrentitel „Uzbekiston Iftikhori“ („Stolz Usbekistans“).
2018, bei den Para-asiatischen Sommerspielen in Jakarta (Indonesien), besiegte er in der Gewichtsklasse bis 66 kg im Finale den kasachischen Budōka Azamat Turumbetov und gewann die Goldmedaille der Spiele. Beim gleichen Wettbewerb gewann er mit der usbekischen Mannschaft eine Bronzemedaille. In demselben Jahr gewann er bei den Budōka-Weltmeisterschaften für Blinde und Sehbehinderte in Lissabon (Portugal) eine Bronzemedaille in seiner Gewichtsklasse. 2021 gewann er Silber bei der Budōka-Grand-Prix-Etappe der Blinden und Sehbehinderten in Baku (Aserbaidschan) in der Gewichtsklasse bis 66 kg und verlor im Finale gegen den Aserbaidschaner Namig Abasli.